# Почепцов, Георгий Георгиевич
Гео́ргий Гео́ргиевич Почепцо́в (29 октября 1949, Берегово, Закарпатская область, Украинская ССР, СССР) — украинский специалист в области коммуникативных технологий, теоретик вопросов стратегии, информационных войн и маркетинга. Советский и украинский писатель-фантаст, детский писатель и журналист. Заслуженный журналист Украины (1999).

## Биография
Окончил 145 школу и факультет кибернетики Киевского университета им. Т. Г. Шевченко (1966—1971).
С 1981 г. член Союза писателей СССР, в настоящее время — член Союза писателей Украины. Заслуженный журналист Украины (1999). Награждён орденом «За заслуги» 1 (2021), 2 (2015) и 3 (2004) степени.
Доктор филологических наук, профессор ряда украинских университетов (Киев, Мариуполь и др.), был заведующим кафедрой информационной политики Национальной академии государственного управления при Президенте Украины (Киев), заведующим кафедрой маркетинга Международного Соломонова университета (восточноукраинский филиал). Работал заведующим кафедрой международных коммуникаций и связей с общественностью Института международных отношений Киевского национального университета им. Т. Г. Шевченко (1998—2001), руководителем Управления стратегических инициатив Администрации Президента Украины (2002—2005). Выступал с лекциями в университетах России, США, Германии, Австрии, Эстонии, Литвы, Латвии, Армении. Автор современной теории стратегии (2005), ввёл в обиход понятия «виртуальных экранов» для маркетинга, психологических и информационных войн, предложил концепцию смысловых войн.
В 1990-х был известен как детский писатель, автор десятков повестей.

## Сочинения научные
- Почепцов Г. Г. Стратегия. — М.: Рефл-бук, — К.: Ваклер, 2005. — 384 с. — ISBN 966-543-048-3 (серия). — ISBN 5-87983-114-0 (Рефл-бук). — ISBN 966-543-093-9 (Ваклер).
- Почепцов Г. Г. Семиотика. — М.: Рефл-бук.
- Почепцов Г. Г. Русская семиотика. — М.: Рефл-бук.
- Почепцов Г. Г. Теория коммуникаций. — М.: Рефл-бук.
- Почепцов Г. Г. Коммуникативные технологии XX века. — М.: Рефл-бук.
- Почепцов Г. Г. Основы паблик рилейшнз. — М.: Рефл-бук.
- Почепцов Г. Г. Паблик рилейшнз для профессионалов. — М.: Рефл-бук.
- Почепцов Г. Г. Информационные войны. — М.: Рефл-бук.
- Почепцов Г. Г. Психологические войны. — М.: Рефл-бук
- Почепцов Г. Г. Имиджелогия. — М.: Рефл-бук.
- Почепцов Г. Г. Информационные войны. Новый инструментарий политики. — М.: Алгоритм, 2015.
- и др.

### Детская литература
- Волшебный меч
- Город Королей
- Золотой шар
- Тайна Города Волшебников
- Баклуша
- Бюро добрых услуг рассеянного волшебника
- В поисках волшебного меча
- Вдогонку за неизвестным
- Дверь в волшебную страну
- Двойник приходит на помощь
- Замок на шестнадцатом этаже
- Подарок вороны
- Самый круглый «отличник» в мире
- Часы старого пирата
- Это мы не проходили
- Планета воздушных шаров
- Кубик
- Город Фей

### Политология, коммуникация, маркетинг
- «Имиджмейкер. Паблик рилейшнз для политиков и бизнесменов» (1994)
- «Теория коммуникации» (1996, 1999) (рус.)
- «Национальная безопасность стран переходного периода» (1996) (рус.)
- «Имидж: от фараонов до президентов» (1997) (рус.)
- «Профессия: имиджмейкер» (1998) (рус.)
- «Паблик рилейшнз, или как успешно управлять общественным мнением» (1998) (рус.)
- «Как становятся президентами. Избирательные технологии XX века» (1999) (рус.)
- «Информационные войны. Основы военно-коммуникативных исследований» (1999) (рус.)
- «Тоталитарный человек. Очерки тоталитарного символизма и мифологии»
- «Имиджелогия»
- «Паблик рилейшнз для профессионалов»